# ژولت دیولائی
ژولت دیولائی (مجاری: Zsolt Gyulay؛ زادهٔ ۱۲ سپتامبر ۱۹۶۴) قایقران کانو اهل مجارستان است.
وی در مسابقات کشوری و بین‌المللی در مجموع برندهٔ ۸ مدال طلا، ۶ مدال نقره، ۴ مدال برنز شده‌است.